# Evelyn Lawler
Evelyn Lawler Lewis (geborene Lawler; * 18. Oktober 1929 in Gadsden, Alabama; † 4. Januar 2023) war eine US-amerikanische Sprinterin, Hürdenläuferin, Hoch- und Weitspringerin.

## Werdegang
Bei den Panamerikanischen Spielen 1951 in Buenos Aires wurde sie jeweils Sechste über 100 m sowie im Hochsprung und Achte im Weitsprung.
1950 wurde sie US-Meisterin über 80 m Hürden. Ihre Bestzeit in dieser Disziplin von 11,3 s stellte sie am 18. März 1951 in Santiago de Chile auf. 
Ihr Sohn Carl Lewis (* 1961) ist neunfacher Olympiasieger im Sprint und im Weitsprung. Auch ihre Tochter Carol Lewis (* 1963) war als Weitspringerin erfolgreich. Am 4. Januar 2023 verstarb Evelyn Lawler Lewis 93-jährig.